# サージェント・スローター
サージェント・スローター（Sgt. Slaughter、本名：Robert Rudolph Remus、1948年8月27日 - ）は、アメリカ合衆国のプロレスラー。ミシガン州デトロイト出身（コネチカット州出身ともされる）。
「鬼軍曹」と呼ばれる軍人ギミックで、ヒールとベビーフェイスの両方のポジションで活躍した。愛称は「サージ（Sarge）」。

## 来歴
学生時代はレスリングとアメリカンフットボールで活動。「プロレス界に入る前は海兵隊員としてベトナム戦争に従軍」という設定だったが、実際には入隊しておらず、退役軍人ではない。AWAのトレーニング・キャンプでバーン・ガニアのトレーニングを受け、ボブ・リーマスの名で1973年にデビュー。その後、"ビューティフル" ボビー・リーマス（"Beautiful" Bobby Remus）、ボビー・スローター（Bobby Slaughter）などのリングネームで各地を転戦し、大型のヒールとして活動する。
1975年1月、ボビー・スローター名義で国際プロレスに初来日。グレート草津やマイティ井上と金網デスマッチで対戦した。同年7月にはボブ・リーマス（日本での表記はボブ・レムス）として全日本プロレスに登場。ジャイアント馬場をはじめ、ジャンボ鶴田やアントン・ヘーシンクとのシングルマッチも組まれた。
1976年3月29日には中南部のNWAトライステート地区にてバック・ロブレイと組み、ジェリー・ブラウン&バディ・ロバーツのハリウッド・ブロンズからUSタッグ王座を奪取、初戴冠を果たす。翌1977年1月12日には中西部のNWAセントラル・ステーツ地区にて、マイク・ジョージを破りセントラル・ステーツ・ヘビー級王座を獲得した。
1978年、AWAに戻り、前年までAWAに参戦していたスーパー・デストロイヤーの後任として、覆面レスラーのスーパー・デストロイヤー・マークII（The Super Destroyer Mark II）に変身。初期はロード・アルフレッド・ヘイズ、後にボビー・ヒーナンをマネージャーに、AWA世界ヘビー級王者ニック・ボックウィンクルのボディーガード役を務め、これが最初のブレイクとなった（パートナーのマークIIIはネイル・グアイ）。1979年10月25日にはカナダのマニトバ州ウィニペグにて、ビル・ロビンソンからAWA認定の大英帝国ヘビー級王座を奪取。1980年6月22日にはミネソタ州ミネアポリスにおいて、アメリカ遠征中だったジャイアント馬場のPWFヘビー級王座に挑戦している。
同年9月、ビンス・マクマホン・シニアに招かれてニューヨークのWWFに移籍、プロレス界で一時代を築くことになる "鬼軍曹" サージェント・スローター（Sgt. Slaughter / Sergeant Slaughter）に変身する。グラン・ウィザードをマネージャーに、WWFヘビー級王者のボブ・バックランドをはじめ、ブルーノ・サンマルチノ、ペドロ・モラレス、パット・パターソンなどのビッグネームと対戦。1981年3月16日のマディソン・スクエア・ガーデンにおける定期戦では、アンドレ・ザ・ジャイアントとのスーパーヘビー級対決も行われた。
1981年下期からはジム・クロケット・ジュニアの運営するNWAミッドアトランティック地区に参戦、ここでもリッキー・スティムボート、ワフー・マクダニエル、ブラックジャック・マリガンらトップスターと抗争するなど、変わらずの活躍を見せた。1982年1月17日にはノースカロライナ州グリーンズボロ、4月4日には同州シャーロットにおいて、リック・フレアーの保持していたNWA世界ヘビー級王座に挑戦した。
鬼軍曹としてのキャラクター設定は徹底しており、プロモーション用のインタビューでは新兵を罵倒する下士官そのままに、口汚い言葉を抗争相手のベビーフェイスとそのファン達に浴びせていた（タズは少年時代、スローターのマイクパフォーマンスを見てスラングを学んだと述懐している）。また、ミッドアトランティック地区ではドン・カヌードルとジム・ネルソンを二等兵ギミックの部下に仕立て「コブラ・コープス（Cobra Corps）」なる小隊を指揮。彼らをパートナーにタッグ戦線にも進出したが、部下達が試合中にミスを起こすと殴りつけ、まだ試合が続いているにもかかわらず罰則としてリング上で腕立て伏せを命じるなどした。
その間、日本には1981年5月と1982年8月に新日本プロレスに参戦。アントニオ猪木とのシングルマッチも行われた（2戦して2度共フォール負け）。1981年の来日時はMSGシリーズの第4回大会に参加し、スタン・ハンセンやタイガー・ジェット・シンとも公式戦で対戦している。1982年の来日時には、猪木と抗争していた国際軍団のラッシャー木村やアニマル浜口とも共闘した。
1983年には主戦場をWWFに戻して、ボブ・バックランドのWWFヘビー級王座に再挑戦。チキンウィング（バックランド）対コブラクラッチ（スローター）のサブミッション対決で話題を呼ぶ。翌1984年にWWFが全米侵攻サーキットを開始すると、2月18日のフィラデルフィア・スペクトラム大会でのデビッド・シュルツとの仲間割れを機にベビーフェイスに転向。反米ギミックのアイアン・シークとの抗争で観客の声援を集め、ハルク・ホーガンに次ぐエース選手となる。ピーク時にはMSG定期戦の前売券を完売させるほどの人気であった。その後もニコライ・ボルコフやノース・サウス・コネクション（ディック・マードック&アドリアン・アドニス）などと抗争するが、当時WWFが独占契約を結んでいた玩具メーカーの競合他社（ハズブロ社）から自身のアクションフィギュア（後にビンス・マクマホンのインタビューで、このフィギュアがスローターをモデルにしたG.I.ジョーであったことが判明している）を発売しようとしたことが原因で、同年末にWWFを離脱した 。
その後は古巣のAWAに戻り、マスクド・スーパースター、ミスター・サイトー、カマラ、ロード・ウォリアーズなどと抗争を展開。1986年には、当時スタン・ハンセンが保持していたAWA世界ヘビー級王座にも再三挑戦した。同年、WWF時代には実現しなかったスローターをモデルにしたG.I.ジョーがハズブロ社から発売され、TVアニメにもチームメンバーを鍛え上げる超人的教官として出演した。彼は自身のキャラクターグッズの版権などのロイヤリティーをAWA代表のバーン・ガニアに求めたため、ガニアからは疎まれたという。
湾岸戦争が勃発した1990年、突如WWFに復帰。「フセインに魂を売った男」として再び大ヒールに転向する。セコンドにはかつての宿敵カーネル・ムスタファ（アイアン・シーク）、末期AWA時代の抗争相手でもあったジェネラル・アドナン（シーク・アドナン・アル＝ケイシー）を従えていた。年が明けての1991年1月19日に行われたロイヤルランブルでは、アルティメット・ウォリアーを破り、WWF世界ヘビー級王座を獲得した。しかし、この「WWF版湾岸戦争」は一部のメディアや国民から大きなバッシングを受け、実際の湾岸戦争が終結した直後の1991年3月24日、規模を縮小して行われたレッスルマニアVII（当初は屋外のスタジアム会場で行われる予定だった）にてハルク・ホーガンに敗退。王座陥落と共にこのストーリーも終了した。その後は再度ベビーフェイスに転向し、ジム・ドゥガンとの愛国者コンビで約1年間活躍した後、セミリタイアして裏方のロード・エージェントに転身。

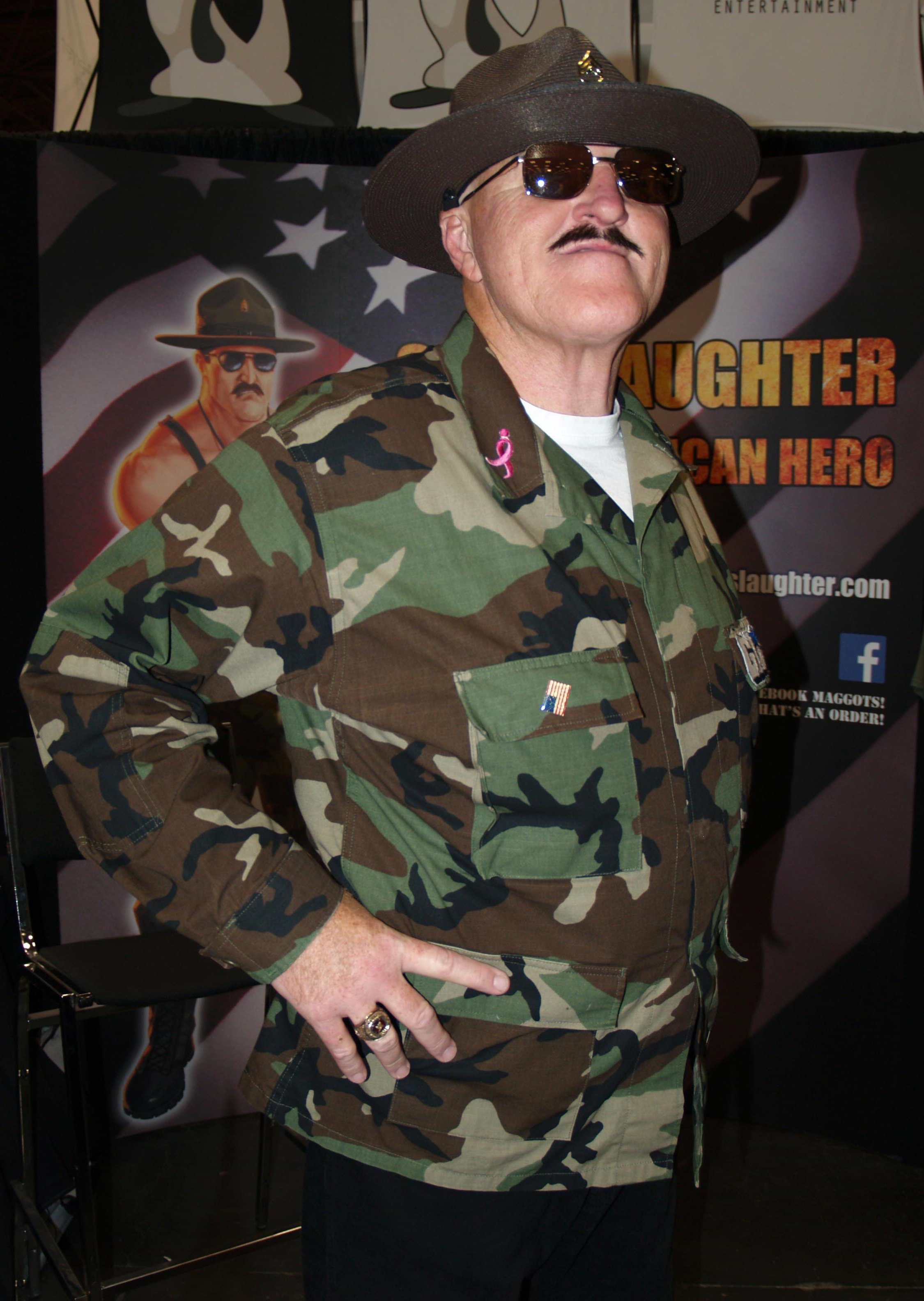
2013年

D-Xが結成された当初は、「会社側の良心派」として彼らと抗争。「悪ガキに軍人精神を叩き込む」というアングルのもと、1997年12月7日のPPV "D-Generation X" ではハンター・ハースト・ヘルムスリーを相手に、コンバットスタイルのハードコア・マッチであるブート・キャンプ・マッチ（Boot Camp match）を行っている。2000年2月29日にはカート・アングルと対戦。試合には敗れたものの、現役時代を彷彿とさせるコブラクラッチ等を披露した。2001年4月1日に開催されたレッスルマニアX-Sevenのギミック・バトルロイヤルでは、旧敵アイアン・シークと決勝を争っている。
2004年、WWE殿堂入り。その後もエージェントとしてWWEをサポートする一方、年に何度かは試合にも出場。2006年11月26日に行われたサバイバー・シリーズ2006では、リック・フレアー、ダスティ・ローデス、ロン・シモンズとタッグチームを組み、スピリット・スクワッドとイリミネーション・マッチで対戦して勝利を収めた。
2009年1月にエージェント職を解任されたが、アンバサダー（親善大使）として会社には留まっており、イベント等への出演を続けている。同年8月10日にはRAWのホストを務めた。開催地がカナダであり、観客をたびたび挑発したため会場はブーイングの嵐となった。2010年11月15日に "Old School edition" と銘打って放送されたスペシャル版のRAWでは久々にリングに復帰し、アルベルト・デル・リオとシングルマッチで対戦するも敗退した。2012年12月29日収録のRAWではアントニオ・セザーロが保持していたUS王座に挑戦している。

## 得意技
- コブラクラッチ（Cobra Clutch）
- スローター・キャノン（Slaughter Cannon）
- パイルドライバー
- ストマック・クラッシャー
- キッチンシンク
- ダイビング・ニー・ドロップ
- キャメルクラッチ

## 入場曲
- Hard Corps

## 獲得タイトル
セントラル・ステーツ・レスリング

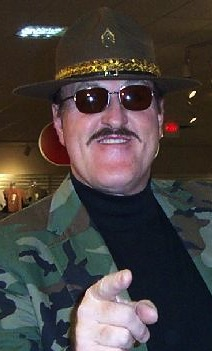
2008年

- NWAセントラル・ステーツ・ヘビー級王座：3回[9] ※ボビー・スローター名義

NWAトライステート
- NWA USタッグ王座（トライステート版）：1回（w / バック・ロブレイ）[8] ※ボビー・スローター名義

ジョージア・チャンピオンシップ・レスリング
- NWAジョージア・タッグ王座：1回（w / パク・ソン）[37] ※ジ・エクスキューショナー名義

ミッドアトランティック・チャンピオンシップ・レスリング
- NWA USヘビー級王座（ミッドアトランティック版）：2回[38]
- NWA世界タッグ王座（ミッドアトランティック版）：1回（w / ドン・カヌードル）[39]

メープル・リーフ・レスリング
- NWAカナディアン・ヘビー級王座（トロント版）：1回[40]

アメリカン・レスリング・アソシエーション
- AWA大英帝国ヘビー級王座：1回[11]
- AWAアメリカス・ヘビー級王座：1回[41]

WWF / WWE
- WWF世界ヘビー級王座：1回[29]
- WWE殿堂：2004年度（インダクターはパット・パターソン）